# Raïon de Hlobyne
Le raïon de Hlobyne (en ukrainien, Глобинський район, Hlobynskyy rayon) est un raïon de l’oblast de Poltava en Ukraine. Son chef-lieu est la ville de Hlobyne. Il compte 45 000 habitants pour 2 500 km2.